# NGC 577
NGC 577 sau NGC 580 este o galaxie spirală barată situată în constelația Balena. A fost descoperită în 23 octombrie 1867 de către Aaron Nichols Skinner. De asemenea, a fost observată încă o dată de către Lewis Swift, Herbert Howe și în 14 august 1877 de către Ernst Leberecht Wilhelm Tempel.